# Муглан
Муглан (узб. Mugʻlon/Муғлон) — городской посёлок, административный центр Касбийского района Кашкадарьинской области Узбекистана.

## География
Ближайшая железнодорожная станция — Касан (20 км). Расстояние между посёлком Муглан и областным центром Карши — 38 км.

## Население
В 2003 году в посёлке проживало 7012 жителей. Население, в основном, занимается скотоводством.